# Грачевка (Краснодарский край)
Грачевка — посёлок в Ленинградском районе Краснодарского края Российской Федерации.
Входит в состав Уманского сельского поселения.

## География

### Улицы
- пер. Восточный,
- ул. Комсомольская,
- ул. Южная.

## Население
| 2002 | 2010 |
| ---- | ---- |
| 79   | ↗84  |